# SDRAM

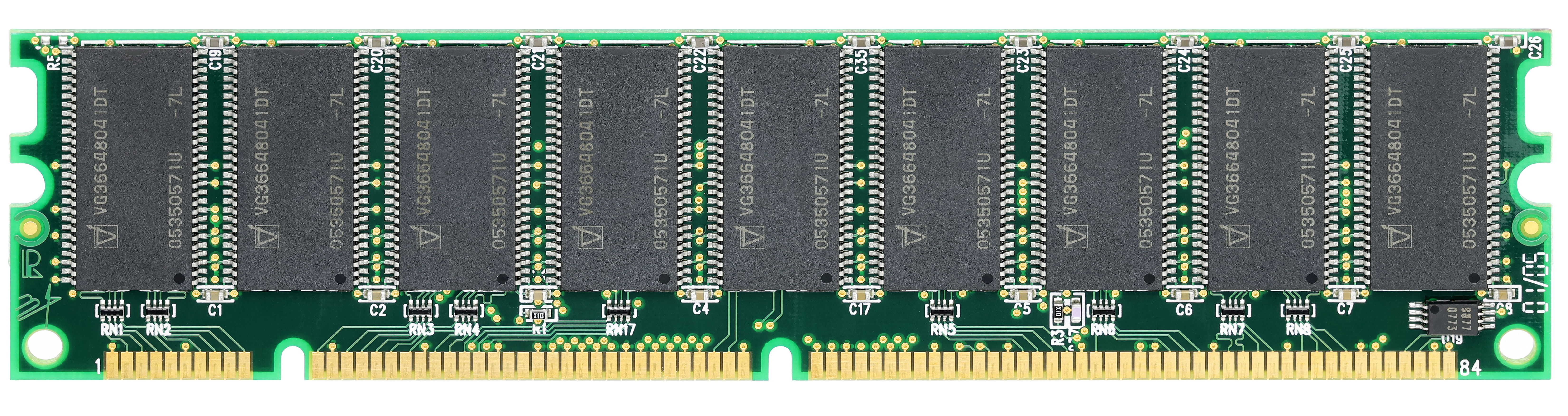
Barrette DIMM de mémoire SDRAM 168 broches avec deux encoches.

SDRAM ou Synchronous Dynamic Random Access Memory (en français, mémoire dynamique synchrone à accès aléatoire) est un type particulier de mémoire vive dynamique ayant une interface de communication synchrone. Jusqu'à son apparition, les mémoires DRAM étaient asynchrones, cela signifie qu'elles n'attendaient pas un signal de l'horloge du bus pour réagir aux signaux d'entrée, donc qu'elles n'étaient pas synchronisées avec le bus.
Selon le contexte, le sigle SDRAM peut signifier :
- la famille des mémoires dynamiques synchrones à accès aléatoire (cette famille comporte en 2020 les mémoires SDR SDRAM, DDR SDRAM, DDR2 SDRAM, DDR3 SDRAM, DDR4 SDRAM et DDR5 SDRAM) ;
- la première génération de mémoire dynamique synchrone à accès aléatoire, la SDR SDRAM.

## Principe
| Sigles de 2 caractères   |
| Sigles de 3 caractères   |
| Sigles de 4 caractères   |
| ► Sigles de 5 caractères |
| Sigles de 6 caractères   |
| Sigles de 7 caractères   |
| Sigles de 8 caractères   |

Contrairement aux mémoires asynchrones, une mémoire SDRAM attend un front d'horloge pour prendre en compte l'état des signaux d'entrées. Cette horloge (habituellement synchrone au bus système du processeur) permet de piloter une machine à états finis afin de pipeliner les instructions entrantes.
Le pipelining permet de commencer à traiter une opération avant que l'opération précédente ne soit terminée. Par exemple, après une opération d'écriture pipelinée, cela permet de commencer le traitement d'une nouvelle opération avant que l'écriture ne soit effective dans la mémoire (plusieurs cycles d'horloge). Dans le cas d'une lecture, cela implique que la donnée n'est disponible qu'après un certain nombre de cycles (pendant lesquels d'autres opérations pourront être commandées), on parle ici de latence de la mémoire, paramètre essentiel au bon fonctionnement du système.

## La mémoire SDR SDRAM
Ces mémoires sont de type single data rate par opposition aux mémoires de type double data rate qui leur succéderont, d'où le sigle SDR SDRAM.
Cette technologie est apparue dans les ordinateurs en 1993. Elle accepte une commande et transfère un mot par cycle. Chaque barrette de mémoire est construite autour de plusieurs puces pouvant avoir un bus de données de 4, 8 ou 16 bits assemblées sur un circuit imprimé à 168 connecteurs pouvant transférer 64 (non-ECC) ou 72 (ECC) bits par cycle.

### Spécifications
Les mémoires SDRAM possèdent généralement une appellation commerciale du type PCxx, où « xx » représente la fréquence de fonctionnement de la barrette.
| Dénomination | Fréquence réelle | Bande passante |
| ------------ | ---------------- | -------------- |
| PC66         | 66 MHz           | 528 Mio/s      |
| PC100        | 100 MHz          | 800 Mio/s      |
| PC133        | 133 MHz          | 1 064 Mio/s    |
| PC150        | 150 MHz          | 1 200 Mio/s    |